# غبار در باد (فیلم ۱۹۸۶)
 غبار در باد  (به انگلیسی: Dust in the Wind) فیلمی به کارگردانی هو شیائو-شین محصول سال ۱۹۸۶ است.

## داستان
این فیلم داستان عشق یک زوج جوان از روستایی در شمال شرقی تایوان در اوایل دهه ۱۹۸۰ را روایت می‌کند.